# Josef František
Josef František DFM (7 de outubro de 1914 – 8 de outubro de 1940) foi um piloto de caças da Checoslováquia durante a Segunda Guerra Mundial que alcançou o feito de se tornar num ás da aviação. Ele pilotou pelas forças aéreas da Checoslováquia, Polónia, França e Reino Unido. Ele foi o maior ás da aviação não britânico durante a Batalha de Inglaterra, com 17 vitórias confirmadas e uma provável, todas obtidas num período de quatro semanas, em setembro de 1940.
František foi um brilhante piloto e combatente, contudo frequentemente violava as regras e a disciplina da força aérea, algo que aconteceu primeiro na Checoslováquia, em seguida na França e, finalmente, na Grã-Bretanha. A RAF achou melhor deixá-lo realizar missões de patrulha sozinho, um papel no qual ele foi muito bem sucedido. Ele faleceu num acidente em outubro de 1940, na última semana de Batalha da Inglaterra.